# Retevirgula mesitis
Retevirgula mesitis is een mosdiertjessoort uit de familie van de Ellisinidae. De wetenschappelijke naam van de soort is voor het eerst geldig gepubliceerd in 1949 door Marcus.